# Gângurit

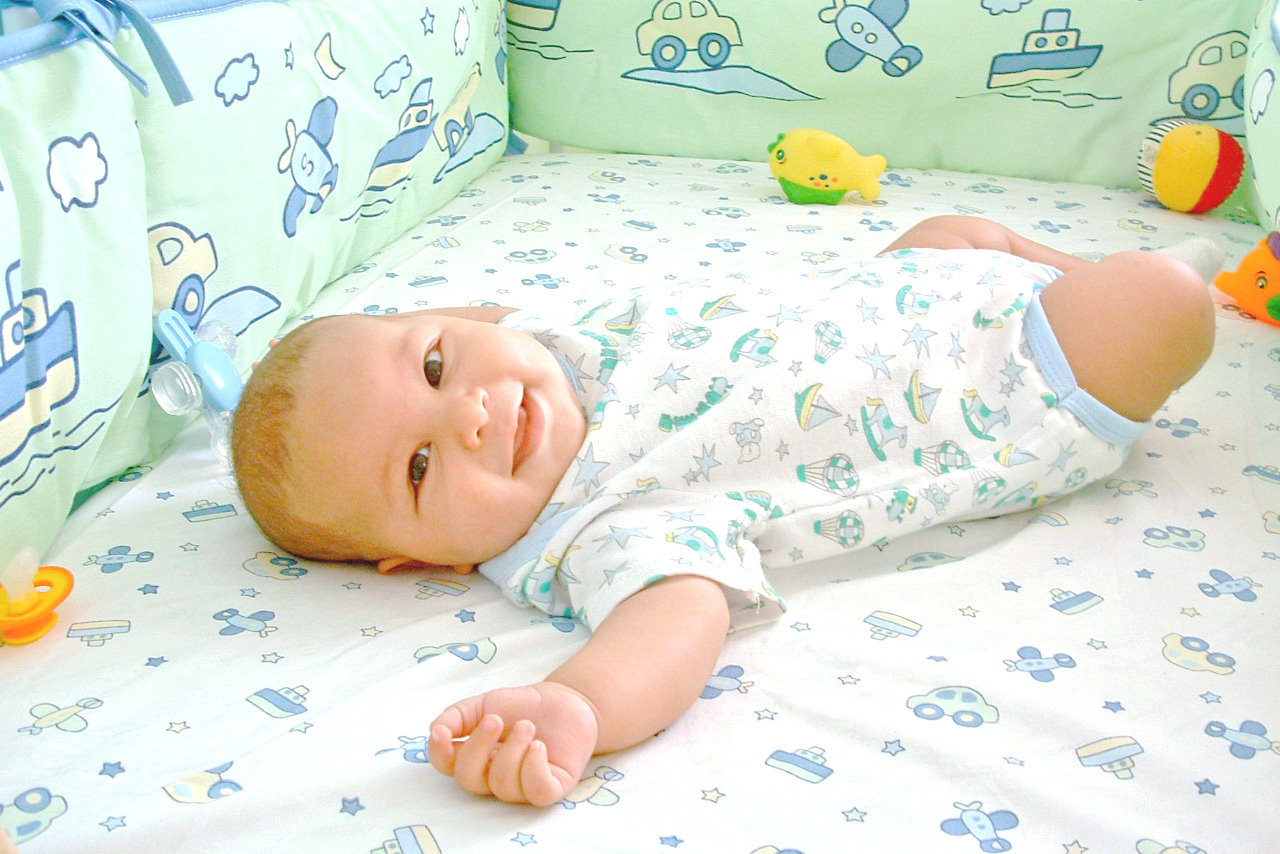
Un bebeluș

Gânguritul este sunetul sau grupul de sunete nearticulate scos de obicei de sugari, în încercarea lor de a vorbi.  Gânguritul începe de obicei la vârsta de 5-7 luni, atunci când sunetele scoase de bebeluș tind să devină foneme. Sunetele devin cuvinte propriu-zise abia pe la 12 luni, gânguritul continuând și după aceea.

## Tipuri de gângur
Există două tipuri de gângurit. Primul este reprezentat de o singură silabă repetată, spre exemplu /ba/ (Ba-ba-ba-ba-ba-ba...) Al doilea tip de gângur este reprezentat de un amestec de silabe (spre exemplu ca-da-bu-ba-mi-doi-doi-doi). De menționat că bebelușii tind să gângurească consoane mai simplu de spus, ca de exemplu /p,b,t,m,d,n,k,g,s,h,w,j/.
Sunetele scoase de bebelușii care gânguresc sunt greu de clasificat sau categorisit, acestea tind să le imite pe cele auzite mai des de acesta (sunetele limbii materne ale părinților).